# ヤングロゼ
『ヤングロゼ』（YOUNG ROSÉ）は、かつて角川書店が発行していた日本の女性向け漫画雑誌。1990年に創刊。月刊。1997年に休刊。

## 概要
創刊号は1990年2月号。創刊当初は「FOR PURE LADY」のキャッチコピーで読みきり作品を中心に掲載。1997年8月号をもって休刊。

## 主な掲載作品
- 危険な二人（岡崎京子）
- 汚い奴（高口里純）
- 雲の名前（岩館真理子）
- グーグーだって猫である（大島弓子）
- ご指名ねがいます!!（伊藤理佐）
- サロン（桜沢エリカ）
- JEWELS （あいかわももこ）
- 少年濡れやすく恋成りがたし（高口里純）
- トレンドの女王ミホ（二ノ宮知子）
- 涙の果実（酒井美羽）
- TOKYOジャングル・ガール（村田順子）
- ローズ･ガーデン（小椋冬美）
- ロンタイBABY プレイバック（高口里純）